# 近鉄リテーリング
株式会社近鉄リテーリング（きんてつリテーリング、英: KINTETSU RETAILING Co., Ltd.）は、大阪府大阪市天王寺区に本社を置く近鉄グループにおける流通事業の中核企業。近鉄リテールホールディングスの完全子会社で、売店などいわゆる駅ナカ店舗運営の他、サービスエリア内の売店運営・レストラン運営事業を展開している。

## 沿革
- 1998年（平成10年）12月25日 - 近観サービス株式会社（きんかんサービス）として設立。
- 2002年（平成14年）
  - 3月1日 - 株式会社近鉄リテールサービス（きんてつリテールサービス）に商号変更。
  - 4月1日 - 近畿日本鉄道より駅構内売店の運営を受託。
- 2003年（平成15年）8月28日 - 成城石井FC1号店となる上本町店開業。
- 2004年（平成16年）7月1日 - 近鉄興業のファーストフード事業を近畿日本鉄道（現：近鉄グループホールディングス）が譲受け、運営を近鉄フードサービスに委託する。
- 2005年（平成17年）4月1日 - 近鉄フードサービスを合併。
- 2006年（平成18年）11月3日 - 再開された車内販売営業の運営を近畿日本鉄道（現：近鉄グループホールディングス）より受託。
- 2008年（平成20年）
  - 5月30日 - 近鉄難波駅（現：大阪難波駅）構内にショッピングモール「Time's Place」を開業。
  - 12月10日 - 鶴橋駅構内に鉄道グッズ店「GatanGoton」開業。
- 2009年（平成21年）9月11日 - 大和西大寺駅構内にショッピングモール「Time's Place Saidaiji」を開業。
- 2010年（平成22年）9月1日 - 近鉄観光が運営してきたレストラン事業を会社分割により事業承継。運営子会社として近鉄レストランを設立。
- 2011年（平成23年）
  - 8月 - am/pm6店をファミリーマートへ順次転換。
  - 9月22日 - 京都駅構内にショッピングモール「Time's Place Kyoto」を開業。
- 2012年（平成24年）
  - 4月1日 - 伊賀ゴルフコース、桔梗が丘ゴルフコースのレストランの運営を近鉄旅館システムズより移管され開始。
  - 11月22日 - 宇治山田駅構内にショッピングモール「Time's Place うじやまだ」を開業[1]。
- 2013年（平成25年）
  - 3月1日 - 近畿日本鉄道（現：近鉄グループホールディングス）とファミリーマートが業務提携契約を締結し、近鉄リテールサービスに運営を委託しているK PLAT13店舗とPocketPlat56店舗の計69店舗を2013年度中にファミリーマートに転換することを発表。
  - 3月21日 - 「観光特急しまかぜ」車内での専属アテンダントによるサービスを開始。
- 2014年（平成26年）
  - 2月20日 - 大阪阿部野橋駅構内にショッピングモール「Time's Place あべの」を開業。
  - 2月25日 - 大阪上本町駅構内にショッピングモール「Time's Place 上本町」を開業。
- 2015年（平成27年）4月1日 - 近畿日本鉄道（同日付で純粋持株会社に転換し、近鉄グループホールディングスへ社名変更）から駅ナカ、サービスエリア売店および料亭事業を分割承継。商号を近鉄リテーリングに変更。近商ストアを子会社化。
- 2016年（平成28年）
  - 4月1日 - 近商ストアからケンタッキー・フライド・チキン事業を承継。奈交フーズへミスタードーナツ事業を譲渡。
  - 4月15日 - 近鉄奈良駅構内にショッピングモール「Time's Place 奈良」を開業
- 2018年（平成30年）7月1日 - 近鉄グループホールディングスが5月1日に設立した子会社近鉄リテールホールディングス株式会社の子会社となる[2]。近商ストアの全株式を同日をもって近鉄リテールホールディングスに譲渡。

## 事業概要
近鉄駅構内（一部近鉄駅以外もあり）での物販・軽飲食店舗を経営するほか、高速道路のサービスエリア事業、近鉄沿線を中心にレストラン店舗を展開する。自社ブランドで行う直営店舗、大手チェーンのフランチャイズ（FC）店舗、他社に業務委託している委託店舗がある。

### 車内販売
近鉄特急の車内販売を受託している。かつては近鉄観光が運営していたが、不採算により2002年に一旦全廃した。しかし、2006年より伊勢志摩方面行の伊勢志摩ライナー、2007年より名阪特急のアーバンライナーplus、アーバンライナーnextにて土休日に限り車内販売を復活させたため、近鉄リテールサービスが運営を受託するようになった。2013年からは観光特急しまかぜ、2016年からは観光特急青の交響曲において車内販売・喫茶食堂営業を開始したが、2020年3月のダイヤ変更で名阪特急における車内販売は終了した（ひのとりは自販機・セルフサービスでのカフェコーナーで対応）。

### その他直営店舗
- 鉄道ジオラマゲーム機、「Time’s　Placeうじやまだ」内
- カフェ サミエール、伊勢志摩サミット記念館内[4][5]
- コスメなど女性雑貨店の「KITTO」（キット）、「Bath Tublet」（バスタブレット）、「THROBBING.」（スロービング）
- おにぎり製造販売等の「箱夢」
- カフェ　チャオプレッソ
- 各種自動販売機、コインロッカー

### ファミリーマート（FC店舗）

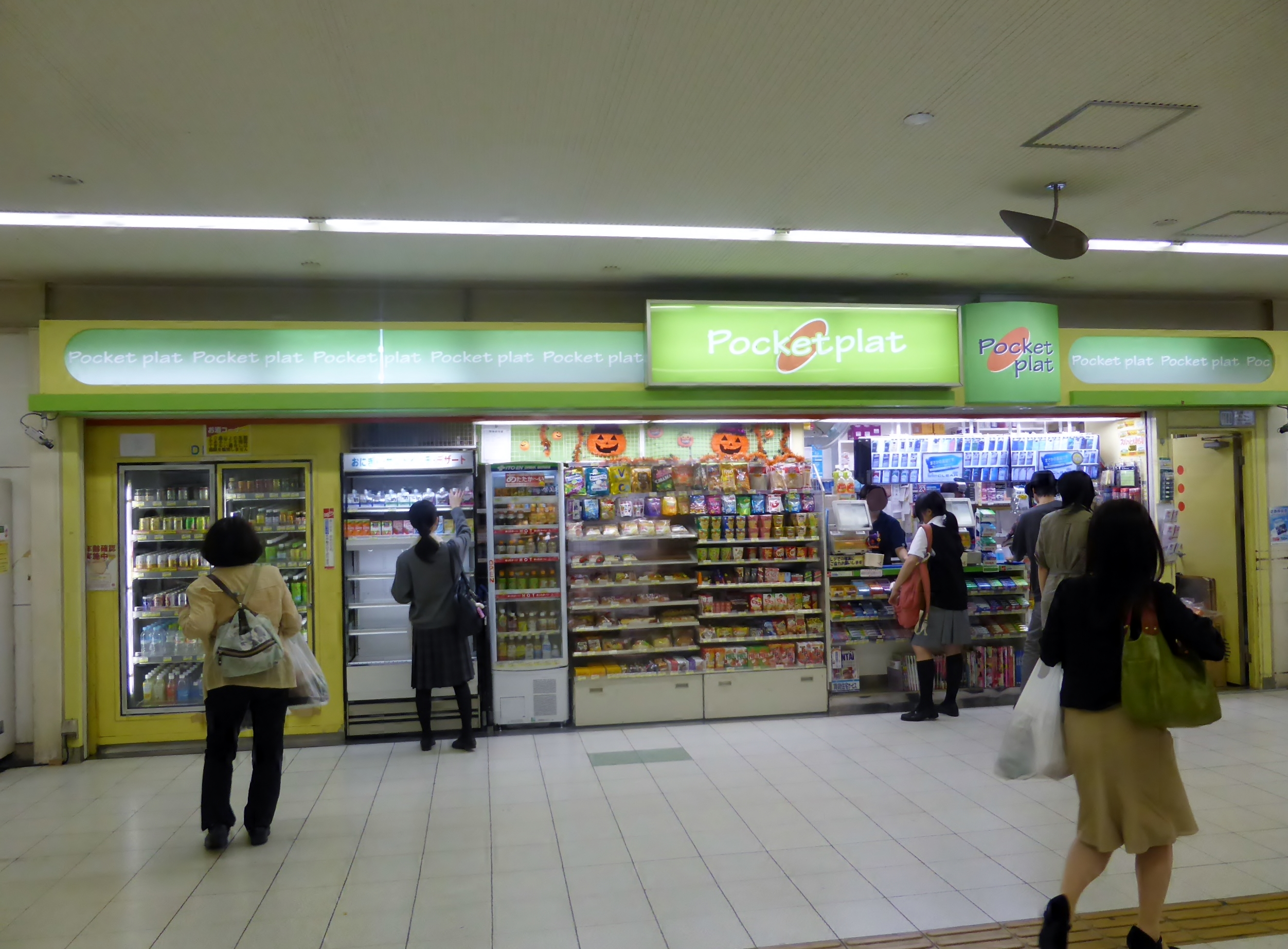
転換前（Pocketplat生駒2号売店）

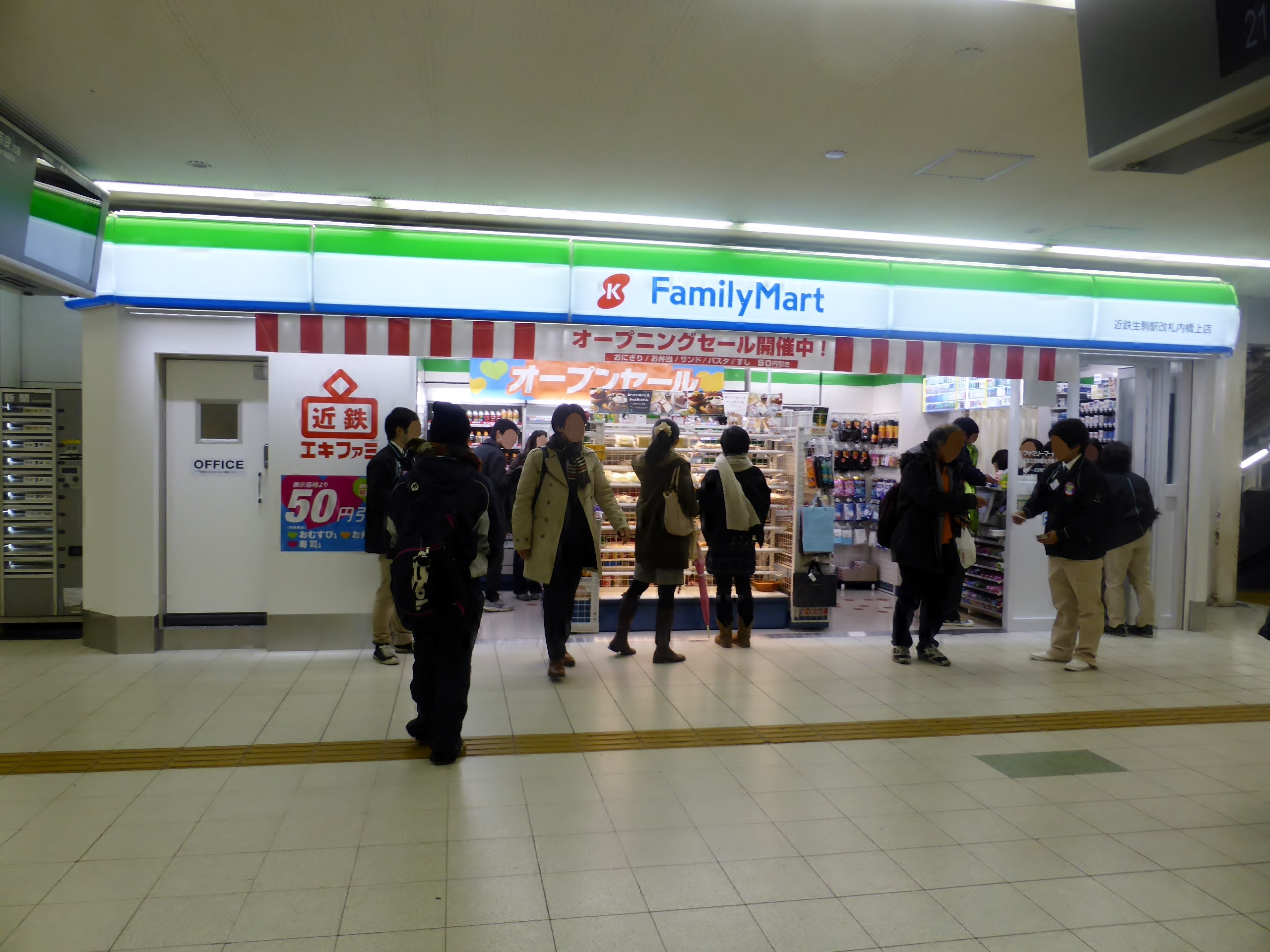
転換後（近鉄生駒駅改札内橋上店）

近鉄の駅売店は、かつてグループの外食業者である近鉄観光（解散）が営業権を持ち運営していた。売店の名称は元々は近鉄観光の社名が入っているだけで特になかったが、1992年頃より「365」の名称を名乗るようになった。2002年に近畿日本鉄道が自社で営業権を持ち、近鉄リテールサービスに運営を委託した。
当社移管後は、比較的大型のウォークイン売店をコンビニエンスストア化してK PLAT（ケープラット）の名称で営業するほか、中規模のウォークイン売店をPocketplat（ポケットプラット）、小規模の対面型売店をPocketplat mini（ポケットプラット・ミニ）として転換していった。
K PLATの各店、および一部のPocketplatでは、PiTaPa・iDが利用可能、料金収納代行も行っていた。しかし、ホーム上の小規模売店は閉鎖され自動販売機（飲料・新聞等）のみを設置する形に変えていることもある。
一方かつて近鉄グループによってam/pm近鉄（後のam/pm関西、現在はファミリーマートに吸収合併され解散）を設立した名残で、am/pmの6店舗を運営していた。これらは2011年8月より順次ファミリーマートへ転換された。
2013年度中にK PLAT、Pocketplat、Pocketplat miniを順次ファミリーマートのフランチャイズ店舗（愛称：「近鉄エキファミ」）に転換した。転換後のほとんどの店舗では、店頭看板に近鉄リテーリングのロゴマークがファミリーマートのロゴと並んで表示されている。また、商品購入時にはPiTaPa・iDの他、ICOCA・楽天Edyなど、ファミリーマートが導入している各種電子マネーも利用可能になっている。
名古屋線近鉄名古屋駅構内の4店舗（改札内のうち近鉄名古屋駅4番ホーム南店を除く3店舗・正面改札外1店舗）では、本来は販売エリア外となる伊勢新聞を取り扱っている。
近鉄本体からの業務委託により、鈴鹿線鈴鹿市駅と名古屋線伏屋駅で改札など駅業務の一部を両駅の構内に出店している近鉄エキファミにて受任しており、ファミリーマート近鉄鈴鹿市駅店では2015年7月1日より、ファミリーマート近鉄伏屋駅店では2018年4月3日より行われている。
近鉄駅構内以外にも、東名阪自動車道御在所サービスエリアなどサービスエリア・パーキングエリアや病院内店舗（岐阜県総合医療センター内のファミリーマート直営店を順次移管を受けているほか、天理よろづ相談所病院内の2店舗）、東名高速道路浜名湖サービスエリア内で営業していた売店をファミリーマートに転換し、運営している。

### その他FC店舗
その他、以下の店舗をFC営業している。
- 成城石井
- チュチュアンナ
- モスバーガー
- ケンタッキー・フライド・チキン
- リトルマーメイド
- ドトールコーヒー
- プロント、カフェ ソラーレ　Tsumugi

### タイムズプレイス（モール事業）
主要駅で、比較的規模の大きいモール事業を「タイムズプレイス」という名称で展開している。
- 「Time's Place 難波」（大阪難波駅改札内、17店）
- 「Time's Place 上本町」（上本町駅地下改札外、8店）
- 「Time's Place Saidaiji」（大和西大寺駅改札内、30店）
- 「Time's Place Kyoto」（京都駅改札内、8店）
- 「Time's Place あべの」（大阪阿部野橋駅地下改札内外、18店）
- 「Time's　Place うじやまだ」（宇治山田駅構内、13店+鉄道ジオラマ）
- 「Time's　Place 奈良」（近鉄奈良駅構内、5店）

### Meets Sweets（委託店舗）
1週間または2週間の期間限定で、地元有名スィーツ店等を誘致する店舗で、大阪上本町駅、大阪阿部野橋駅、大和西大寺駅で展開している。

### その他委託店舗
下記大手チェーン店をはじめ専門店を多数誘致している。
- ミキモト
- マツモトキヨシ
- コクミン
- 薬ヒグチ
- 若草書店
- オンデーズ
- ユニクロ
- ジ・エンポリアム
- BRICK HOUSE シャツ工房
- マクドナルド
- マネケン
- モロゾフ
- 御座候
- 神戸屋
- 世界の山ちゃん
- QBハウス

### サービスエリア事業
高速道路のサービスエリアにおけるレストラン事業は2021年10月現在4箇所で運営し、2015年4月に計6箇所7店舗を旧・近畿日本鉄道（→近鉄グループホールディングス）から移管を受けたものである。このほか、上記の通りファミリーマートの店舗を下記SA以外にも展開している。なお、事業継承後に1箇所1店舗を新設する一方で、経営不振を受けて2021年中に3箇所4店舗のサービスエリア運営から撤退した。
- 浜名湖サービスエリア上下共通（東名高速道路）
- 尼御前サービスエリア上り（北陸自動車道、金沢都ホテルから近畿日本鉄道が継承）
- 刈谷パーキングエリア下り（伊勢湾岸自動車道）
- 御所南パーキングエリア上り（京奈和自動車道）[11] - 2017年開業[12]

#### 過去に運営していたSA店舗
- 大津サービスエリア下り（名神高速道路、1963年10月1日開業、近鉄名神ハイウェイサービスから継承。2021年9月30日撤退）[13]
- 香芝サービスエリア上り・下り（西名阪自動車道、上り線は2009年4月1日営業開始。下り線は近鉄観光から継承、1974年10月1日開業。ともに2021年9月30日撤退）[14][15]
- 岸和田サービスエリア下り（阪和自動車道、1990年3月29日開業、近鉄観光から継承。2021年3月31日撤退）[16]

その他、近鉄観光時代には佐方サービスエリア（西広島バイパス）でも運営していた。

### レストラン事業
元の近鉄観光運営のレストラン店舗を自社事業として経営している。労務管理等は、100%子会社の近鉄レストランに委託している。
業態一覧
- 日本料理「月日亭」
- うなぎ料理「江戸川」
- Japanese dining蔵人
- 中国料理「百楽」「四川餐館」「洛楽」
- 居酒屋「味楽座」「操舵 -AYAKAJI-」「七輪あぐらや」
- うどん店「うどん亭」「麺ざんまい」
- 南欧料理「ソラーレ・ドーノ」
- 喫茶店「カバリエ」「メルヘン」
- ゴルフ場レストラン（飛鳥カンツリー倶楽部、花吉野カンツリー倶楽部、奈良柳生カントリークラブなど）
- 天理よろづ相談所病院内レストラン・売店
- 花園ラグビー場内レストラン・売店
- 料亭百楽荘、あやめ館